# Arenales de San Gregorio
Arenales de San Gregorio ist ein Ort und eine Gemeinde (municipio) mit 617 Einwohnern (Stand: 2024) in der spanischen Provinz Ciudad Real der Autonomen Region Kastilien-La Mancha.
1999 wurde Arenales de San Gregorio aus der Gemeinde Campo de Criptana gelöst.

## Geografische Lage, Wirtschaft
Arenales de San Gregorio liegt etwa 100 Kilometer nordöstlich von Ciudad Real in einer Höhe von ca. 660 m.
Zu den landwirtschaftlichen Produkten des Ortes zählen neben Oliven, Olivenöl, Wein und Melonen auch Weizen und Gerste. Die Weinlagen gehört zur Denomination La Mancha.

## Bevölkerungsentwicklung
| Jahr      | 2001 | 2011 | 2021 |
| Einwohner | 711  | 703  | 574  |

## Sehenswürdigkeiten

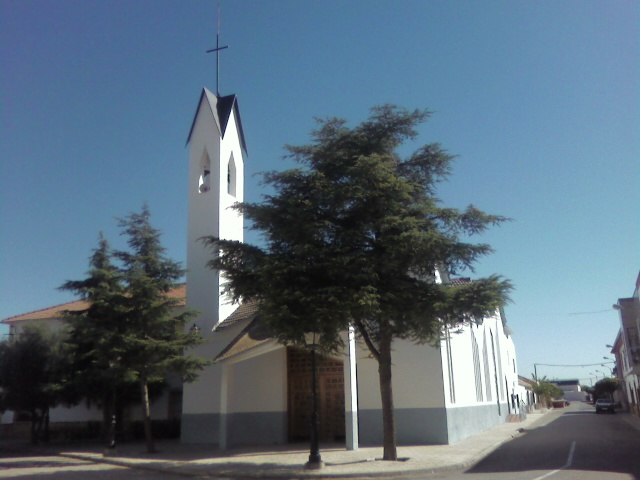
Kirche

- Kirche